# Конрад V фон Йотинген
Конрад V фон Йотинген „Шримпф“ (на немски: Konrad V Schrimpf von Oettingen; † между 20 януари и 13 септември 1313) е граф на Йотинген в Швабия, Бавария.
Той е син на граф Конрад IV фон Йотинген († 1276/1279) и съпругата му графиня Агнес фон Вюртемберг († 1305), дъщеря на граф Улрих I Дарителя фон Вюртемберг († 1265) и маркграфиня Мехтхилд фон Баден († сл. 1258). Брат е на Лудвиг VII († сл. 16 април 1292).
Майка му Агнес фон Вюртемберг се омъжва втори път на 11 януари 1282 г. за граф Фридрих II фон Труендинген († 1290), син на граф Фридрих I фон Труендинген и Маргарета фон Андекс-Мерания, и трети път ок. 1295 г. за граф Крафт I фон Хоенлое-Вайкерсхайм († 1322).
Конрад V фон Йотинген умира между 20 януари и 13 септември 1313 г. и е погребан в манастир Кайзхайм при Донаувьорт.

## Фамилия
Конрад V фон Йотинген се жени за Аделхайд фон Хоенлое-Вайкерсхайм († сл. 1340), дъщеря на граф Крафт I фон Хоенлое-Вайкерсхайм († 1313) и втората му съпруга Маргарета фон Труендинген († 1293/1294), дъщеря на граф Фридрих I фон Труендинген-Дилинген и Маргарета фон Андекс-Мерания. Те имат една дъщеря:
- Маргарета († сл. 15 октомври 1324)

Вдовицата му Аделхайд фон Хоенлое се омъжва втори път пр. 12 януари 1316 г. за граф Лудвиг VIII фон Ринек († 1333), и трети път пр. 1 юни 1337 г. за Улрих II фон Хоенлое-Браунек-Халтенбергщетен († 1345).